# Гай Клавдий Сабин Инрегиллен
Гай Клавдий Сабин Инрегиллен (лат. Gaius Claudius Inregillensis Sabinus; около 500 г. до н. э. — около 445 г. до н. э.) — древнеримский политический деятель.

## Биография
Инрегиллен был сыном Аппия Клавдия Сабина Инрегиллена.
В 460 году до н. э. он был консулом. Во время своего консулата Инрегиллен помешал народным трибунам расследовать дело об обвинённых в заговоре всадников. Когда рабы и изгнанники под начальством Аппия Гердония заняли Капитолийский холм, плебеи отказались освобождать крепость из-за ненависти к патрициям, в связи с чем Инрегиллен предложил ограничиться армией, состоявшей целиком из патрициев, а в случае необходимости обратиться за помощью к латинам и герникам. Во время подавления восстания Инрегиллен занимался охраной городских стен и ворот. В ходе ведения военных действий погиб его коллега Публий Валерий Публикола. Тогда Инрегиллен нарушил обещание, данное Публиколой народу, и не допустил обсуждения предложения Терентилия о составлении письменных законов. После назначения консулом-суффектом Луция Квинкция Цинцинатта Инрегиллен перепоручил ему все основные государственные дела.
В 457 году до н. э. Инрегиллен выступил против увеличения количества народных трибунов до десяти, а в 465 году до н. э. — возразил против наделения плебеев землёй для строительства на Авентинском холме, однако в обоих случаях остался в меньшинстве. Известно, что он хотел добиться избрания в коллегию децемвиров для составления письменных законов на 450 год до н. э., но так и не был избран, несмотря даже на то, что всеми выборами начальствовал его брат Аппий Клавдий Красс Региллен Сабин. Впоследствии Гай призывал его воздержаться от злоупотребления властью, а когда могущество децемвиров усилилась, перебрался из Рима в Регилл. После уничтожения власти децемвиров он вернулся в Рим для того, чтобы просить о прощении Аппия. В 449 году до н. э. выступил противником проведения триумфа консулам Валерию и Горацию, потому что обвинял их в смерти своего брата. Спустя четыре года Инрегиллен возражал против принятия закона Канулея о разрешении браков между патрициями и плебеями и предложил консулам применить силу против народных трибунов. Ему принадлежит предложение об избрании военных трибунов с консульской властью из патрициев и плебеев, которое имело цель не допустить плебеев до консулата.